# Avia S-199
L'Avia S-199 fu un aereo da caccia monoposto, costruito dall'azienda cecoslovacca Avia, parte delle industrie pesanti Škoda (Avia, akciová společnost pro průmysl letecký Škoda), dopo la seconda guerra mondiale.
Fu il primo caccia utilizzato dalla Heyl Ha'Avir, l'aviazione militare israeliana, durante il conflitto del 1948. Realizzato grazie ai progetti ed ai componenti del Messerschmitt Bf 109 serie G, prodotto in Cecoslovacchia durante l'occupazione tedesca, differiva dal modello originale principalmente per l'adozione di un diverso propulsore, ovvero uno Junkers Jumo 211F 12. Non fu un caccia molto popolare tra i suoi piloti, a causa dei numerosi problemi tecnici che lo affliggevano.
Fu soprannominato Mezek ("mulo") dai piloti cecoslovacchi, proprio perché era un ibrido tra il Bf 109 ed il motore Jumo, mentre in Israele era ufficialmente noto come il Sakeen (coltello). Tuttavia, il nome più spesso utilizzato fu semplicemente Messerschmitt o Messer (che in tedesco e yiddish significa anche "coltello").

## Storia

### Sviluppo

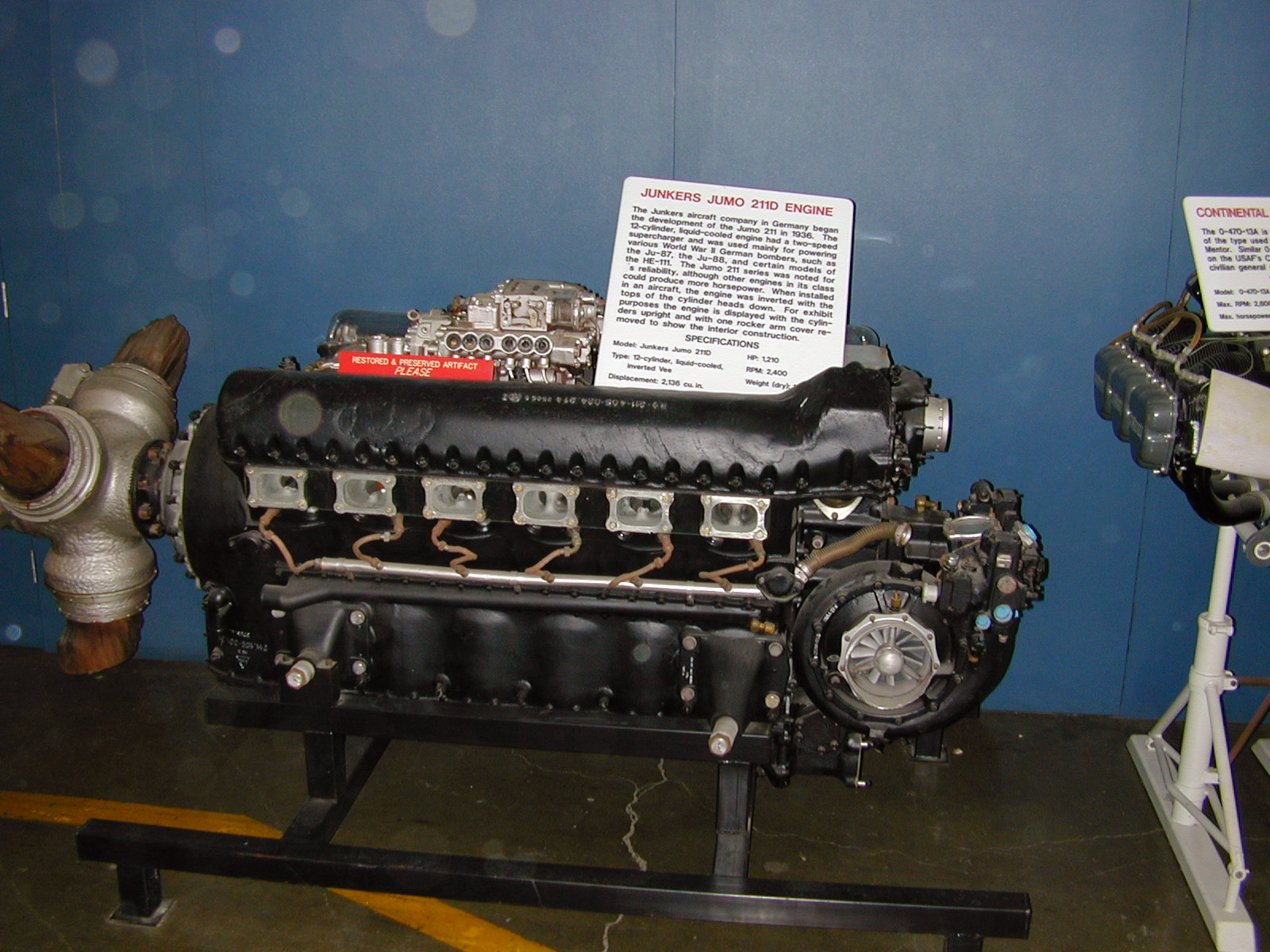
Un motore Junkers Jumo 211D.

Durante la seconda guerra mondiale, a seguito dell'intensificarsi dei bombardamenti alleati, parte della produzione di Messerschmitt Bf 109 venne delocalizzata in altre nazioni sotto il controllo del regime nazista. Anche l'Avia contribuì producendo il modello G-12. Dopo la guerra e la fine dell'occupazione tedesca, all'azienda cecoslovacca rimasero in dote molte cellule del Bf 109, ma un numero esiguo di propulsori Daimler-Benz DB 605. Nonostante ciò avviò la produzione del Bf 109 G-14, a cui diede la denominazione di Avia S-99. Presto però si esaurirono le scorte di motori, anche perché nel 1947 molti di questi rimasero distrutti in un incendio di un deposito a Krásné Březno, sobborgo nei dintorni di Ústí nad Labem.. Pur di non interrompere la produzione, i tecnici dell'Avia dovettero trovare un'alternativa: costruire da zero il motore Mercedes o trovare un propulsore che potesse sostituirlo. La prima opzione sarebbe stata troppo costosa e dai tempi eccessivamente lunghi per essere avviata, per cui si decise di individuare un nuovo motore. La scelta cadde sullo Junkers Jumo 211 ovvero quello che equipaggiava il bombardiere Heinkel He 111 che l'Avia aveva costruito fino al 1944 e di cui possedeva un buon numero di unità. Nacque così l'S-199, un velivolo con pessime prestazioni generali.

### Tecnica
Al pari del Bf 109, l'Avia S-199 era un monomotore ad ala bassa con carrello retrattile interamente costruito in metallo. Rispetto al caccia tedesco, l'adozione del più pesante Jumo 211F comportò una serie di modifiche alla parte anteriore della fusoliera, così da consentirne l'installazione ma, soprattutto, una serie di grosse problematiche, che resero il velivolo pericoloso più per i propri piloti che per gli avversari. In primo luogo lo Junkers, non essendo pensato per i caccia, mancava della prontezza del Daimler Benz, poiché era stato progettato per garantire una elevata coppia motrice ad un basso regime di giri, che insieme alla nuova elica adottata, più grande e più pesante, sbilanciavano pericolosamente il velivolo, rendendolo difficilmente controllabile. Questo, in combinazione con la carreggiata stretta ed il carrello d'atterraggio del 109, resero gli atterraggi ed i decolli estremamente pericolosi.

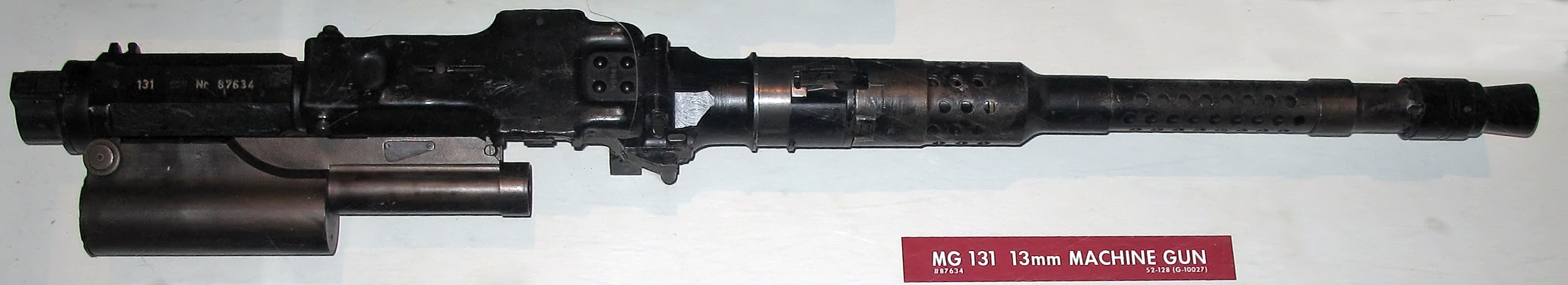
La mitragliatrice MG 131.

Anche l'armamento subì delle modifiche a seguito dell'adozione del nuovo motore: il Daimler-Benz DB 605 infatti, consentiva di montare un cannone centrale sparante attraverso il mozzo dell'elica. La stessa cosa non era fattibile con lo Junkers Jumo 211, così per migliorarlo, si utilizzò una versione modificata del kit Rüstsätze VI della Luftwaffe, che prevedeva l'installazione di una coppia di cannoni da 20 mm MG 151 in gondole sub-alari. Tale modifica non fu esente da conseguenze negative, poiché da un lato, comportò un aumento di peso, e dall'altro causò un peggioramento delle caratteristiche aerodinamiche del velivolo. Un ulteriore difetto, era legato al fatto che il nuovo propulsore non prevedeva un sistema di sincronizzazione che consentisse alle armi di sparare attraverso il disco dell'elica. Dovette dunque essere creato ex novo, ma presentò dei malfunzionamenti talmente gravi, che alcuni piloti israeliani al momento di fare fuoco con la coppia di mitragliatrici MG 131, finirono con il colpire la propria elica.
Tra le altre modifiche effettuate dai tecnici dell'Avia, effettuate però durante il conflitto del 1948, vi furono l'adozione di un nuovo tettuccio a goccia, che migliorò sensibilmente la visibilità dei piloti, e cambiamenti marginali, specialmente alla sezione di coda.
Furono costruiti circa 550 S-199, compreso un certo numero di addestratori designati come CS-199 (armati) e C-210 (disarmati). Il primo volo ebbe luogo nel marzo 1947 e la produzione terminò nel 1949.

### Impiego operativo

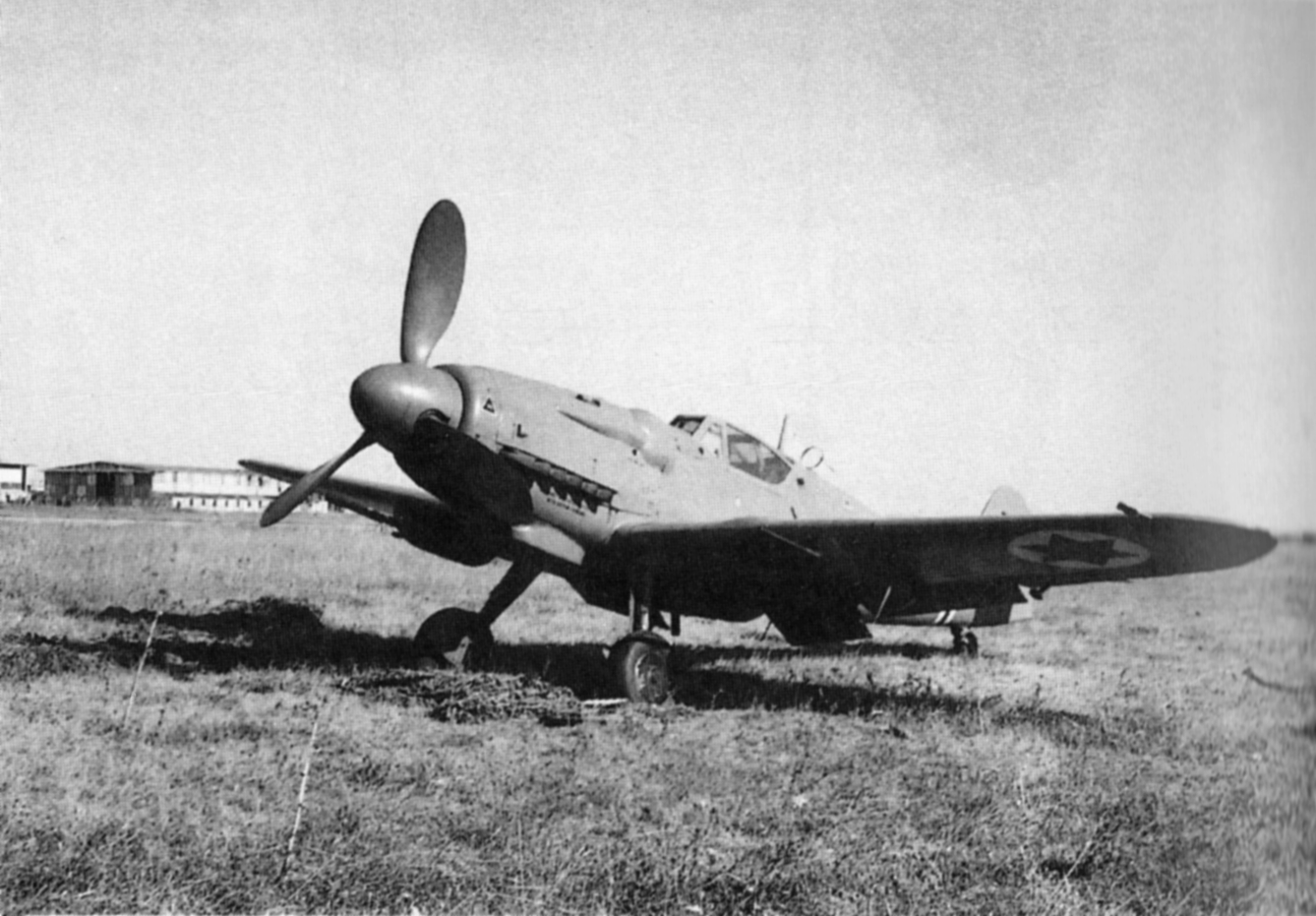
Avia S-199 con le insegne della neonata aviazione israeliana nel giugno del 1948.

L'Avia-199 prestò servizio sia nelle file della Československé Vojenské Letectvo (l'aeronautica militare cecoslovacca disciolta nel 1993), che in quelle della Heyl Ha'Avir (le forze aeree israeliane) con cui ebbe il battesimo del fuoco. Dalla Cecoslovacchia furono acquistati ed inviati in Israele venticinque velivoli. Di questi solo due non arrivarono a destinazione. Il prezzo per ogni aereo fu fissato in 190 000 dollari.
Sullo stato europeo vigeva un embargo sulle esportazioni di armi, per cui le trattative con gli agenti dell'Agenzia ebraica, avvennero in maniera del tutto segreta. I primi esemplari arrivarono il 20 maggio 1948, sei giorni dopo la dichiarazione di Indipendenza di Israele e cinque giorni dopo l'inizio della guerra da parte dell'Egitto. Una volta assemblati furono inviati a combattere per la prima volta il 29 maggio, attaccando l'esercito egiziano tra Ashdod e il ponte nei pressi di Ad Halom, a sud di Tel Aviv.
Fu la prima azione di guerra dello Squadrone 101 delle forze aeree israeliane. Il velivolo si dimostrò inaffidabile e scarsamente manovrabile in combattimento ed inoltre, problemi di manutenzione, fecero sì che non più di cinque aerei contemporaneamente fossero pronti al volo. L'Avia-199 tuttavia, ottenne alcune vittorie contro i suoi avversari, tra cui lo Spitfire. 

Visti i pessimi risultati gli S-199 furono gradualmente sostituiti dai North American P-51 Mustang e gli Spitfire e relegati a ruoli secondari, di attacco al suolo o di bombardamento a bassa quota. Alla fine di ottobre del 1948 solo sei Avia erano operativi e continuarono ad effettuare sporadiche azioni di combattimento fino al dicembre dello stesso anno. Una volta concluse le ostilità, furono radiati dal servizio.
L'S-199 continuò la sua carriera nell'aviazione militare cecoslovacca, dove gli ultimi esemplari rimasero in servizio tra le file della Guardia di sicurezza nazionale cecoslovacca fino al 1957.

## Versioni

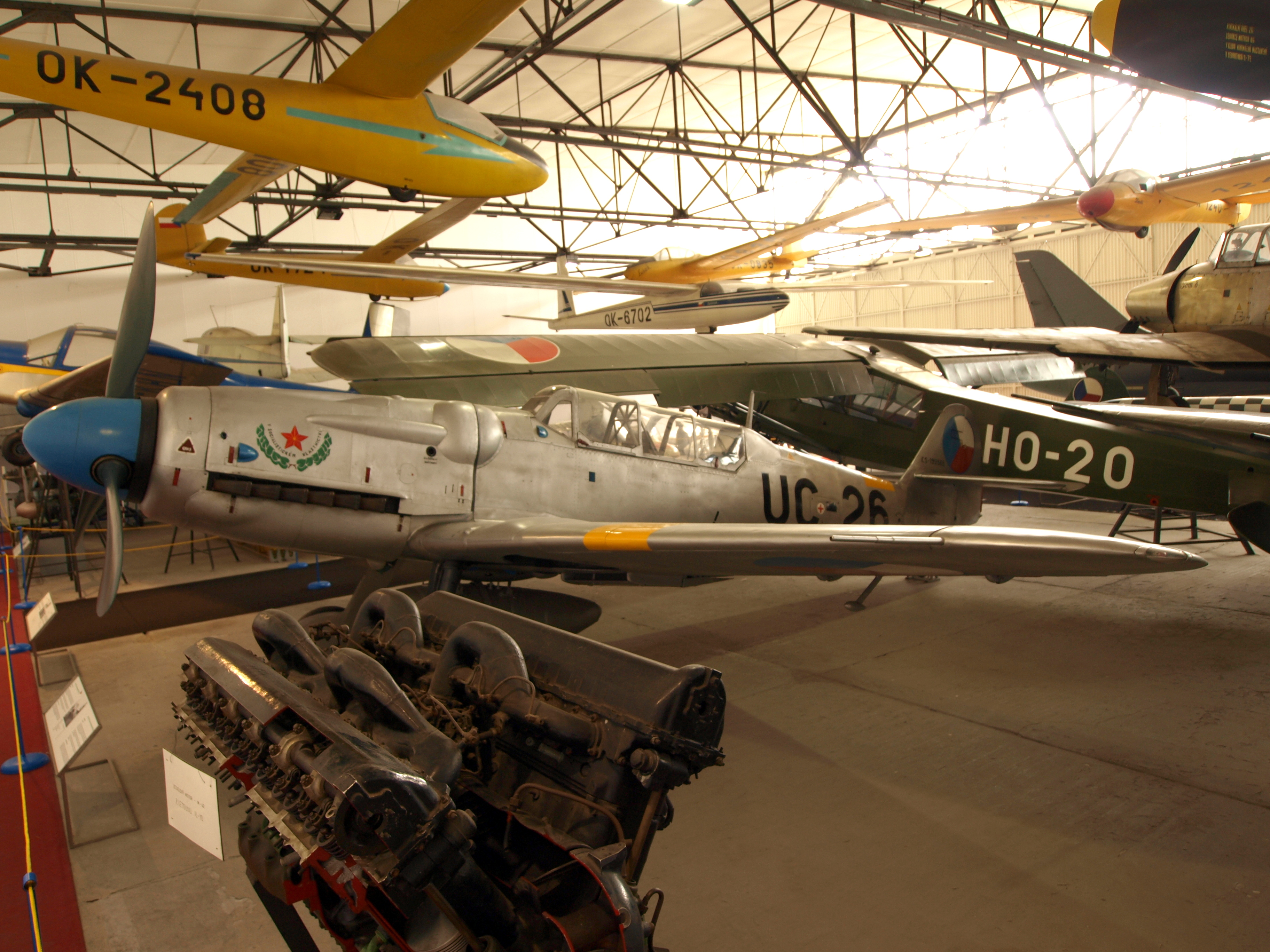
Avia CS.199; Letecké muzeum Kbely

- Avia S-99: prima versione costruita dopo la seconda guerra mondiale, utilizzando tutte le componenti del Bf 109 G-12, compreso il propulsore DB 605. L'Avia lo designò come C.10. Furono completati 21 aerei.
- Avia CS-99: variante da addestramento dell'S-99, basata sul progetto di una versione da addestramento del Bf 109 G-12. L'Avia lo designò come C.10. Furono completati 23 aerei.
- Avia S-199: versione maggiormente prodotta. Basata sulla cellula del Bf 109 G-14, adottava il propulsore Junkers Jumo 211. L'Avia lo designò come C.210. Furono completati 559 aerei.
- Avia CS-199: versione da addestramento a due posti costruita adattando un S-199. Ne furono costruiti 2 esemplari.

## Utilizzatori
Cecoslovacchia
- Československé Vojenské Letectvo

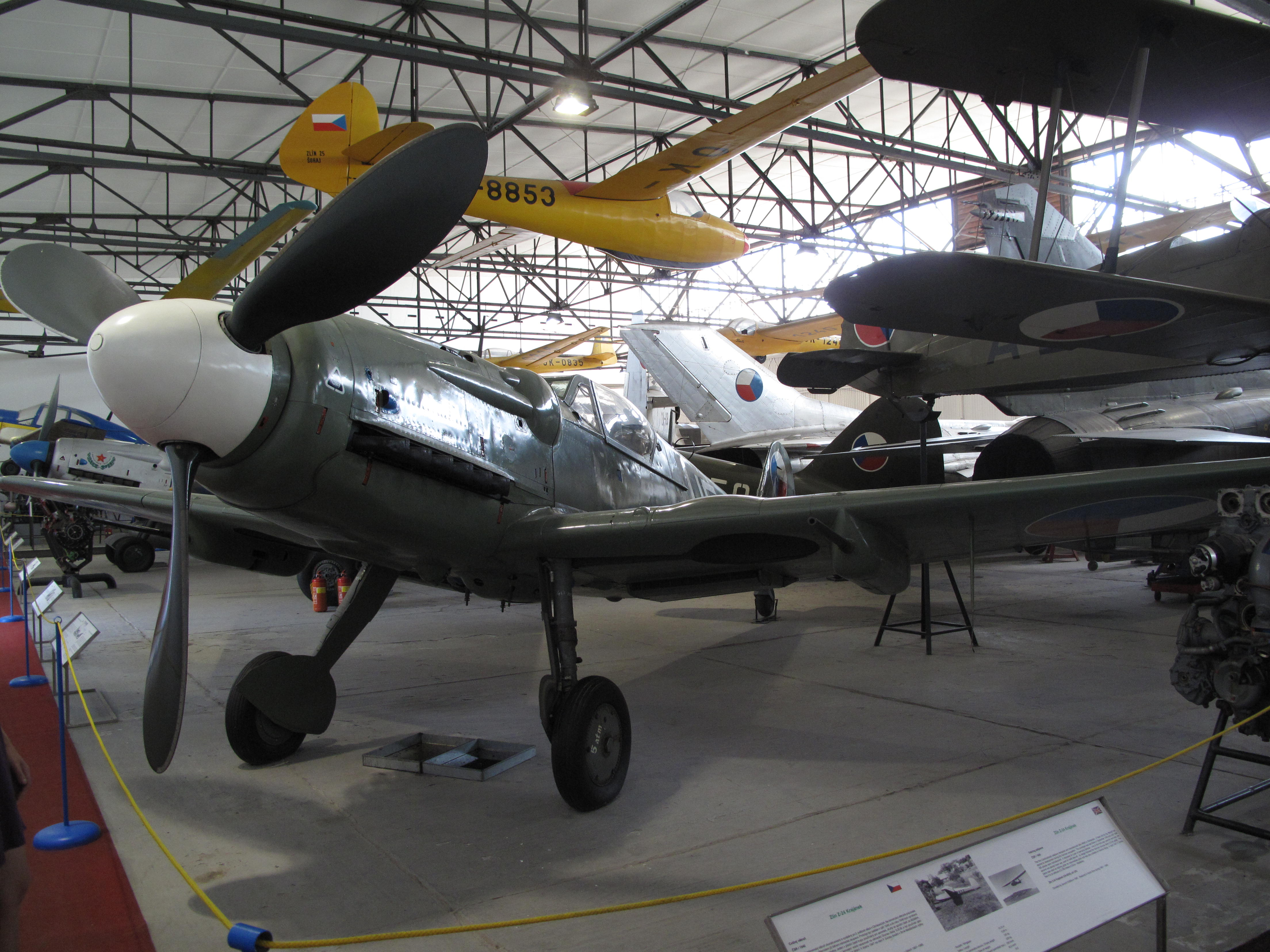
Avia S-199.

- Guardia di sicurezza nazionale cecoslovacca

 Israele
- Heyl Ha'Avir
  - Squadrone 101

## Esemplari esistenti
Ad oggi sono conservati tre esemplari: un S-199 e un CS-199 sono esposti al Letecké Muzeum Kbely, ovvero il Museo nazionale dell'aviazione di Praga; il terzo invece, è conservato al museo delle forze aeree israeliane, nella base aerea di Hatzerim.